# Бриндизи
Бри́ндизи (итал. Brindisi МФА: [ˈbrindizi]о файле; сиц. Brìndisi; апул. Brinnisi; тарант. Brinnese; лат. Brundisium, Brundusium, Brindisium; др.-греч. Βρινδησιον, Βρενδησιον; ср.-греч. Βρεντησιον) — город и морской порт в итальянском регионе Апулия, административный центр одноимённой провинции. Расположен юго-восточнее Бари.
Покровителями города почитаются святые Лаврентий Бриндизийский, праздник города проводится в первый понедельник сентября, и Феодор Тирон, празднование 9 ноября.

## География
Бриндизи расположен в естественной гавани, которая глубоко проникает в Адриатическое побережье Апулии. В объятиях островов внешней гавани находится Педанье, крошечный архипелаг, в настоящее время не открытый и не используемый в военных целях (школы групп Организации Объединенных Наций, используемые во время интервенции в Боснии). Весь муниципалитет является частью равнины Бриндизи, характеризующейся высоким сельскохозяйственным использованием своей земли. Он расположен в северо-восточной части равнин Саленто, примерно в 40 км от долины Итрии и низменности Мурж. Недалеко от города находится Природный морской заповедник Всемирного фонда дикой природы Торре Гуасето (англ. Torre Guaceto). Ионическое море составляет около 45 км.

## История
Значение города в античности было исключительно велико. Греки приписывали его основание соратнику Одиссея Диомеду и называли Бриндизионом (ойконим иллирийского происхождения). Римляне переиначили это слово в Брунди́зиум, что значит «голова оленя» (очертания бухты действительно напоминают оленьи рога).

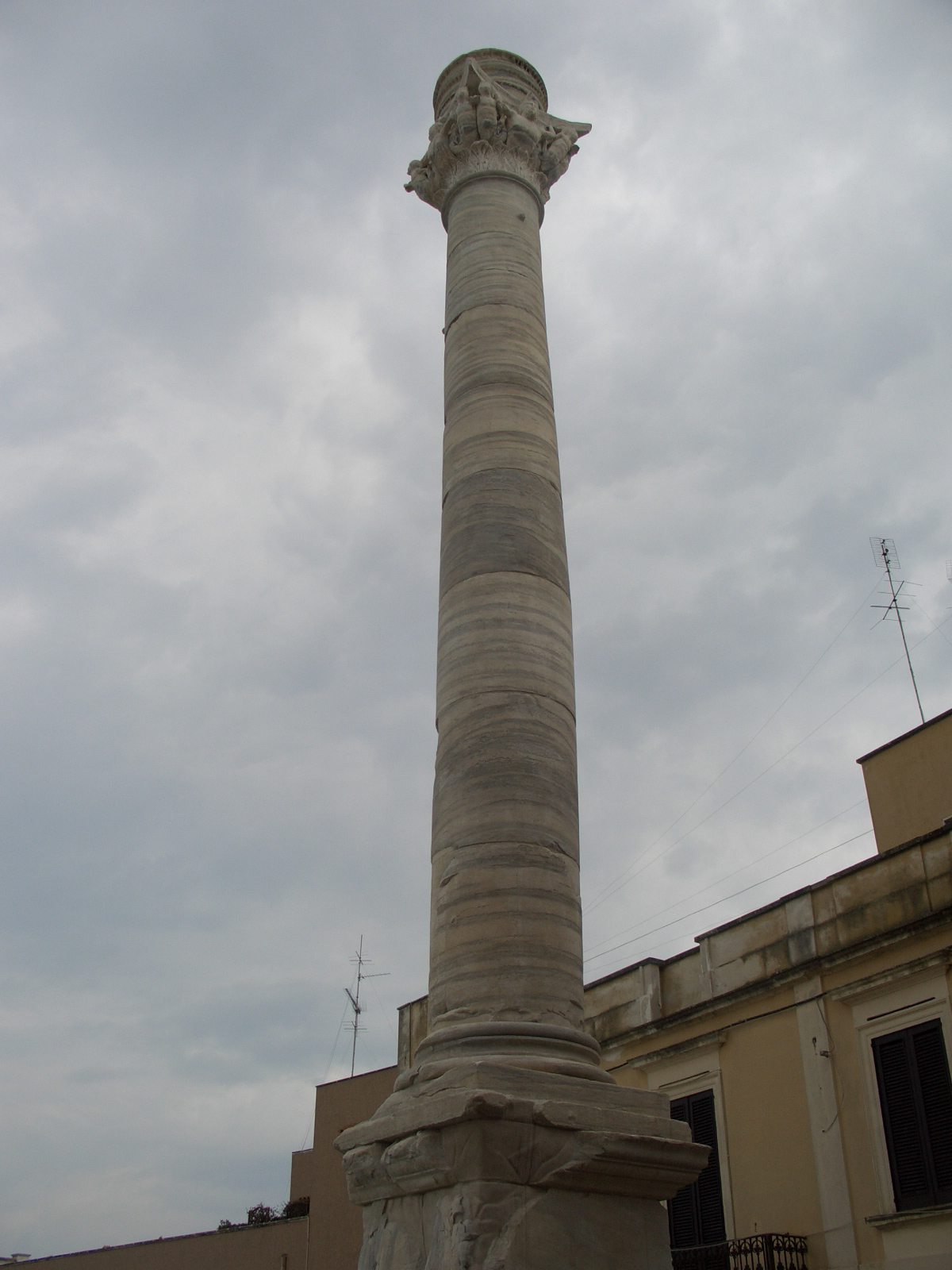
Мраморная колонна на месте окончания Аппиевой дороги

Во время Пунических войн Брундизий и Таранто оказали ожесточённое сопротивление армии Ганнибала. Через эти города шла вся римская торговля с Восточным Средиземноморьем. В 40 г до н. э. в Брундизии встретились и примирились Марк Антоний и Октавиан Август, а ещё двадцать лет спустя там умер великий римский поэт Вергилий. Население города в то время было больше, чем в наше время, — не менее ста тысяч жителей.
С наступлением Средних веков значение Бриндизи значительно упало, а большая часть торговли переместилась в Бари. Положение отчасти выравнялось после образования Сицилийского королевства (1071), и именно в Бриндизи для многих крестоносцев начинался морской путь в Святую землю. В конце XIV века династические войны за обладание Неаполем нанесли городу непоправимый урон, как, впрочем, и разрушительное землетрясение 1456 года.
С объединением Италии Бриндизи стал развиваться как база военно-морского флота страны; с 1866 году гавань и канал значительно углубили. Способствовало оживлению местной экономики и открытие Суэцкого канала в 1869 году. После падения Муссолини в Бриндизи находилась штаб-квартира правительства Пьетро Бадольо, которое объявило о выходе Италии из Второй мировой войны.

## Экономика
В экономическом отношении Бриндизи всегда сильно зависел от морской торговли. Из города в Грецию ходит паром, весьма популярный среди туристов. Развиты пищевая (виноделие) и химическая промышленность, есть нефтеперерабатывающий завод. Через Бриндизи проходит береговая железная дорога от Анконы до Лечче, с ответвлением на Таранто. Аэропорт расположен в 5 км к северу от города.

## Достопримечательности
Бриндизи по большей части застроен современными зданиями; свидетельства его древней истории немногочисленны. Среди них первое место занимает античная колонна, которая обозначала конец знаменитой Аппиевой дороги. Приморский замок был построен в 1227 году по приказу императора Фридриха II. Городской собор XI века постройки был основательно перестроен в 1749 году. Сохранилась небольшая романская круговая церковь св. Иоанна (XI век), принадлежавшая (c XII века) ордену св. Гроба Господнего. Главный городской музей — Провинциальный археологический музей имени Ф. Рибеццо (в собственном здании с 1958). 

## Города-побратимы
- Люшня, Албания
- Патры, Греция
- Керкира, Греция